# Ophiorrhiza filistipula
Ophiorrhiza filistipula är en måreväxtart som beskrevs av Friedrich Anton Wilhelm Miquel. Ophiorrhiza filistipula ingår i släktet Ophiorrhiza och familjen måreväxter. Inga underarter finns listade i Catalogue of Life.